# Peer Gynt
För andra betydelser, se Peer Gynt (olika betydelser).
Peer Gynt är ett versdrama i fem akter av den norske författaren Henrik Ibsen, författat 1867 och utgivet samma år. Ibsen skrev större delen av Peer Gynt under en vistelse på den italienska ön Ischia.
Verket brukar räknas som den norska litteraturens huvudverk. Det skrevs efter Brand, och titelrollen är Brands raka motsats. Medan Brand avvisar alla kompromisser i tillvaron är frasen "gå utenom" en livsprincip för Peer Gynt. Hjältens namn och många drag hämtade Ibsen från Peter Christen Asbjørnsens Norske Huldreeventyr og Folkesagn (se Per Gynt). Dikten bygger på sägner, folktro och sagomotiv, och är en humörfylld uppgörelse med nationalromantiken, full av hänvisningar till personer och händelser i samtiden, men samtidigt en djuplodande karaktärsstudie. Den har ett mångfaldigt persongalleri och utspelar sig dels i Norge, dels i Nordafrika, dels på havet. Språket är friskt, med många särnorska ord och uttryck, och versformen är smidig.
Verket blev snart en stor framgång. Ibsen hade skrivit det som ett läsdrama, men den första av flera teateruppsättningar ägde rum på Christiania Theater 1876. Edvard Grieg gjorde musiken till uruppförandet. Även August Söderman hade tonsatt Peer Gynt styckevis för piano och sång på 1860-talet. Över 500 uppsättningar har gjorts av pjäsen över hela världen.
Peer Gynt har filmatiserats flera gånger, bland annat i USA 1941 med Charlton Heston i huvudrollen.

## Handling
Peer Gynt är son till den fordom mycket uppskattade Jon Gynt. Jon Gynt spenderade alla sina pengar på att festa och leva överdådigt och var tvungen att lämna sin gård för att bli en vandrande försäljare och lämna sin fru och son i skuld. Modern Åse ville uppfostra sin son till att återställa faderns förlorade förmögenhet, men Peer anses snart vara värdelös. Han är en poet och en skrytare, inte helt olik den yngste sonen från norska sagor, "Askungen", som han delar vissa egenskaper med.
När pjäsen börjar ger Peer en redogörelse för en renskiljning som gick snett, en berömd teaterscen som allmänt är känd som "Askeladden". Hans mor hånar honom för hans livliga fantasi och hånar honom för att han förstörde sina chanser med Ingrid, dotter till den rikaste bonden. Peer åker till Ingrids bröllop, som är planerat till nästa dag, eftersom han kanske fortfarande får en chans med bruden. Hans mor följer snabbt efter för att hindra honom från att skämma ut sig helt och hållet.
På bröllopet hånar och skrattar de andra gästerna åt Peer, särskilt den lokala smeden Aslak, som är förbittrad efter ett tidigare slagsmål. På samma bröllop möter Peer en familj av Haugeanska nykomlingar från en annan dal. Han lägger genast märke till den äldsta dottern, Solveig, och bjuder henne till dans. Hon vägrar eftersom hennes far skulle ogilla det och eftersom Peers rykte har föregått honom. Hon går och Peer börjar dricka. När han hör att bruden har låst in sig tar han tillfället i akt, rymmer med henne och tillbringar natten med henne i bergen.
Peer förvisas för att ha kidnappat Ingrid. Medan han vandrar runt i bergen söker hans mor och Solveigs far efter honom. Peer möter tre amorösa mjölkflickor som väntar på att bli uppvaktade av troll (ett folkloristiskt motiv från Gudbrandsdalen). Han blir starkt berusad av dem och tillbringar nästa dag ensam och lider av baksmälla. 'Han springer huvudstupa in i en sten och svimmar', och resten av andra akten utspelar sig förmodligen i Peers drömmar.
Han stöter på en kvinna klädd i grönt som påstår sig vara dotter till trollbergskungen. Tillsammans rider de in i bergshallen, och trollkungen ger Peer möjligheten att bli ett troll om Peer gifter sig med hans dotter. Peer går med på ett antal villkor, men avböjer till slut. Han konfronteras då med det faktum att den grönklädda kvinnan har blivit gravid. Peer förnekar detta; han hävdar att han inte har rört henne, men den kloke trollkungen svarar att han har fött barnet i sitt huvud. Avgörande för handlingen och förståelsen av pjäsen är den fråga som trollkungen ställer: "Vad är skillnaden mellan troll och människa?"
Svaret från den gamle mannen i berget är: "Där ute, där himlen lyser, säger människorna: 'Var sann mot dig själv'. Här inne säger trollen: 'Var sann mot dig själv och åt helvete med världen'." Egotism är ett typiskt drag hos trollen i den här pjäsen. Från och med nu använder Peer detta som sitt motto och proklamerar alltid att han är sig själv. Han möter sedan Bøyg - en varelse som inte har någon egentlig beskrivning. På frågan "Vem är du?" svarar Bøyg: "Jag själv". Med tiden tar Peer också Bøygs viktiga talesätt till motto: "Gå runt". Resten av sitt liv "går han runt" i stället för att möta sig själv eller sanningen.
När Peer vaknar upp möts han av Helga, Solveigs syster, som ger honom mat och hälsningar från sin syster. Peer ger flickan en silverknapp som Solveig får behålla och ber henne att inte glömma honom. 
Som fredlös kämpar Peer för att bygga sin egen stuga i bergen. Solveig dyker upp och insisterar på att få bo hos honom. Hon har gjort sitt val, säger hon, och det finns ingen återvändo för henne. Peer är förtjust och välkomnar henne, men när hon kommer in i stugan dyker en gammal kvinna i gröna kläder upp med en haltande pojke vid sin sida.
Detta är den grönklädda kvinnan från bergshallen, och hennes halvmänskliga unge är det barn som Peer avlade ur sitt sinne under sin vistelse där. Hon har förbannat Peer genom att tvinga honom att minnas henne och alla sina tidigare synder när han möter Solveig. Peer hör en spöklik röst som säger "Gå runt, Peer", och bestämmer sig för att ge sig av. Han säger till Solveig att han har något tungt att hämta. Han återvänder i tid för sin mors död och ger sig sedan iväg utomlands.
Peer är borta i många år och deltar i olika yrken och spelar olika roller, bland annat som affärsman med företag vid Marockos kust. Här förklarar han sin syn på livet, och vi får veta att han är en affärsman som deltar i oetiska affärer, bland annat genom att skicka hedniska bilder till Kina och handla med slavar. Till sitt försvar påpekar han att han också har skickat missionärer till Kina och att han behandlade sina slavar väl.
Hans kompanjoner rånar honom efter att han beslutat att stödja turkarna när de slår ner ett grekiskt uppror, och lämnar honom ensam på stranden. Han hittar sedan några stulna beduinkläder, och i dessa kläder hyllas han som en profet av en lokal stam. Han försöker förföra Anitra, hövdingens dotter, men hon stjäl hans pengar och ringar, sticker iväg och lämnar honom.
Därefter bestämmer han sig för att bli historiker och reser till Egypten. Han vandrar genom öknen och passerar Memnons kolosser och sfinxen. När han vänder sig till sfinxen, i tron att den är Bøyg, möter han den lokala dårhushållaren, som själv är galen, och som ser Peer som den högsta visdomens budbärare. Peer kommer till dårhuset och förstår att alla patienterna lever i sina egna världar och är sig själva i en sådan grad att ingen bryr sig om någon annan. I sin ungdom hade Peer drömt om att bli kejsare. På den här platsen hyllas han slutligen som en sådan - "jagets" kejsare. Peer är förtvivlad och ropar på "alla dårars väktare", dvs. Gud.
När han slutligen är på väg hem som gammal man gör han skeppsbrott. Bland de ombordvarande möter han den märkliga passageraren, som vill använda sig av Peers lik för att ta reda på var drömmarna har sitt ursprung. Denna passagerare skrämmer Peer från vettet. Peer kommer i land utan alla sina ägodelar, en ömklig och grinig gammal man.
Hemma i Norge deltar Peer Gynt i en bondebegravning och en auktion där han bjuder ut allt från sitt tidigare liv till försäljning. Auktionen äger rum på samma gård där bröllopet en gång hölls. Peer snubblar och konfronteras med allt det han inte gjort, sina osjungna sånger, sina ogjorda verk, sina obefläckade tårar och sina frågor som aldrig ställdes. Hans mor kommer tillbaka och hävdar att hennes dödsbädd gick snett; han ledde henne inte till himlen med sitt svamlande.
Peer flyr för att slippa konfrontera knappsmeden, som hävdar att Peers själ måste smältas ner tillsammans med andra defekta varor om han inte kan förklara när och var i livet han har varit "sig själv". Peer protesterar. Han har bara varit det och inget annat. Sedan möter han trollkungen, som hävdar att Peer har varit ett troll, inte en människa, under större delen av sitt liv.
Knappsmeden säger att han måste komma på något om han inte ska smältas ner. Peer letar efter en präst som han kan bekänna sina synder till, och en figur som heter "Den magre" (som är djävulen) dyker upp. Den magre menar att Peer inte kan räknas som en riktig syndare som kan skickas till helvetet; han har inte begått någon allvarlig synd.
Peer förtvivlar till slut och förstår att hans liv är förverkat; han är ingenting. Men i samma ögonblick börjar Solveig sjunga - stugan som Peer byggt ligger nära till hands, men han vågar inte gå in. Bøygen i Peer säger till honom att "gå runt". Knappsmeden dyker upp och kräver en lista över synder, men Peer har ingen att ge, om inte Solveig kan gå i god för honom. Då bryter Peer igenom till Solveig och ber henne förlåta hans synder. Men hon svarar: "Du har inte syndat alls, min käraste pojke."
Peer förstår inte - han tror att han är förlorad. Då frågar han henne: "Var har Peer Gynt varit sedan vi träffades sist? Var var jag som den jag borde ha varit, hel och sann, med Guds märke på min panna?". Hon svarar: "I min tro, i mitt hopp, i min kärlek." Peer skriker, kallar på sin mor och gömmer sig i hennes knä. Solveig sjunger sin vaggvisa för honom, och vi kan anta att han dör i denna sista scen i pjäsen, även om det varken finns scenanvisningar eller dialog som tyder på att han faktiskt gör det.
Bakom hörnet väntar fortfarande den av Gud utsända knoppsättaren med orden: "Peer, vi ska mötas vid det sista vägskälet, och då ska vi se om... Jag säger inte mer."

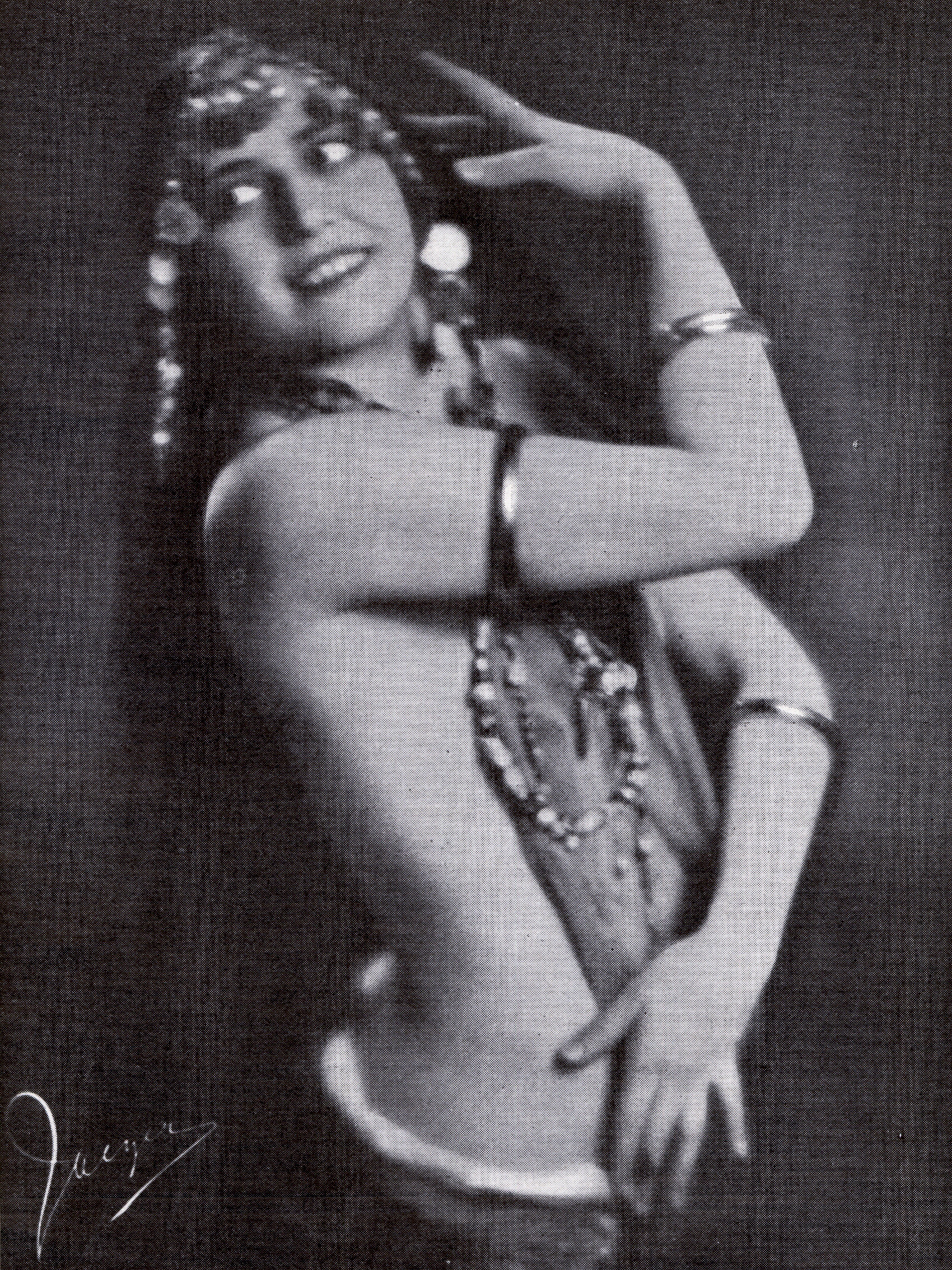
Ebon Strandin som Anitra. Foto i Scenen 1927.
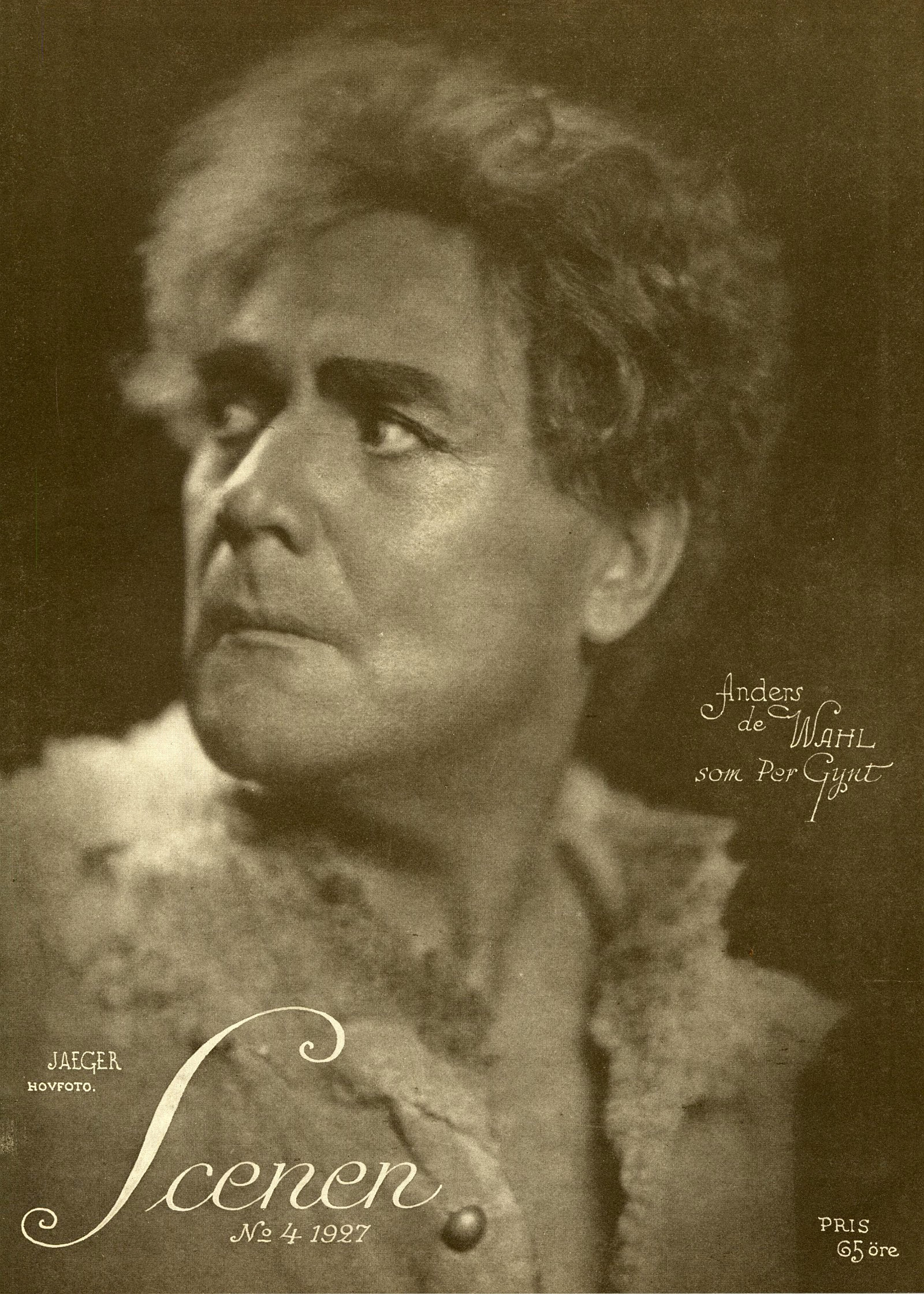
Anders de Wahl i titelrollen på omslag till Scenen 1927.
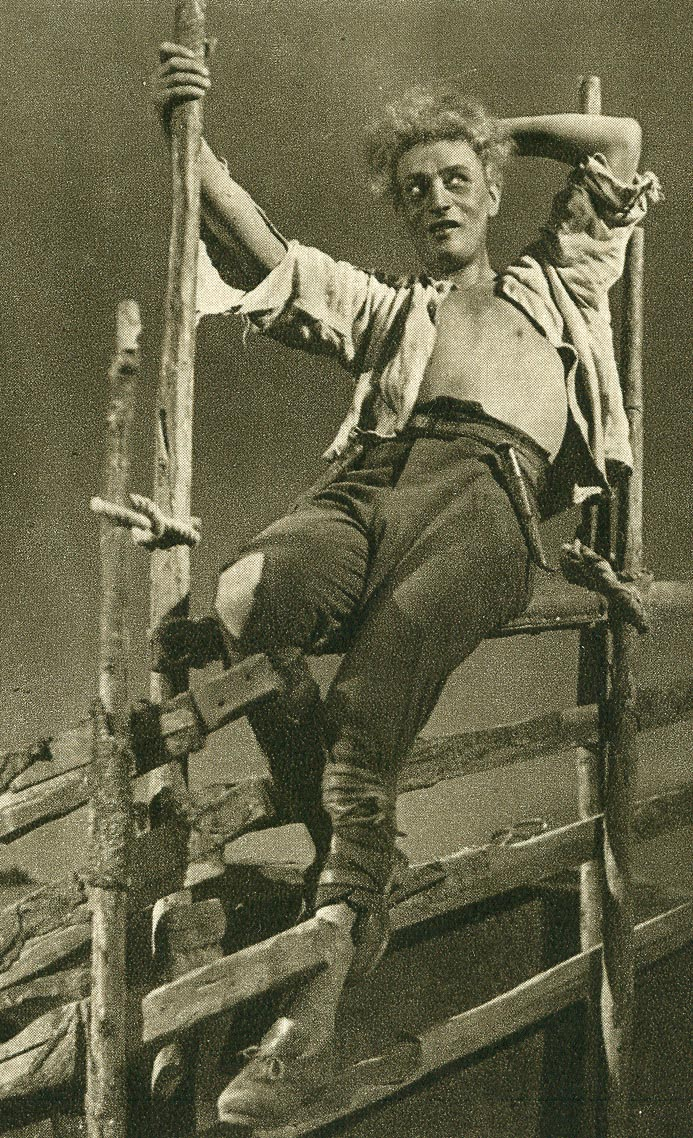
Gösta Ekman d.ä. i titelrollen 1934.

## Rollfigurerna
| - (Mor) Åse – en bondes änka - Peer Gynt – hennes son - Två kärringar med kornsäckar - Aslak – smed - Bröllopsgäster - En köksmästare - En spelman - Ett par inflyttade - Solveig och Helga – inflyttarnas döttrar - Bonden på Hægstad - Ingrid – bondens dotter - En brudgum - Brudgummens föräldrar - Tre säterjäntor - En grönklädd kvinna - Dovregubben - Flera hofftroll, trolljungfrur och trollungar - Ett par häxor - Tomtegubbar, nissar, vättar, osv. - En stygg unge - En röst i mörkret - Kari – husmannshustru - Master Cotton - Monsieur Ballon - Herr von Eberkopf - Herr Trumpeterstråle | - Resande herrar - En tjuv - En helare - Anitra – en beduinhövdings dotter - Araber - Slavinnor - Dansande flickor - Memnons stod - Sfinxen i Gizeh - Professor dr. phil. Begriffenfeldt – föreståndare för dårhuset (sinnessjukhuset) i Kairo - Huhu – mätare från Malebarkusten - Hussejn – österländsk minister - En fellah (lantbruksarbetare) med en kungamumie - Flera «dårhusfolk» (sinnessjuka) och deras skötare - En norsk skeppare - Hans manskap - En främmande passagerare - En präst - Ett begravningståg - En länsman - En knappgjutare - En mager person |